# Ивановцы (движение)
Ивано́вцы — последователи синкретического учения Порфирия Корнеевича Иванова и его «системы естественного оздоровления». Центральное место в учении занимает «Детка» — 12 советов здоровья Порфирия Иванова, также важным является другое программное произведение Иванова — «Гимн жизни», в котором сконцентрированы религиозные идеи . В движении ивановцев присутствуют две основные тенденции: религиозная и более массовая светская, однако обе тенденции связаны и сосуществуют друг с другом в рамках единой «Системы Учителя Иванова».
В религиоведческой литературе ивановцы в целом рассматриваются как новое религиозное движение («Система Учителя Иванова», «культ Порфирия Иванова»), имеющее магистральное неоязыческое направление и менее распространённое неохристианское.
Ряд исследователей определяют ивановцев как секту. Это определение подвергается критике со стороны некоторых религиоведов (например,  Евгения Балагушкина).

## История движения
25 апреля 1933 года, согласно записям самого Порфирия Корнеевича Иванова, он пришёл к мысли, что причина всех болезней и смерти — в отрыве человека от природы. По его словам, потребности в пище, одежде, жилом доме приводят к зависимой, «умираемой» жизни. Надо научиться жить независимо, за счёт естественных условий воздуха, воды, земли. Эта идея послужила началом резкого поворота в жизни Иванова и 50-летнего личного эксперимента. В частности, он постепенно (в течение двух лет) отказался от одежды и обуви, и стал круглый год ходить босой, одетым в одни шорты. Обнажённый внешний вид, особенно в зимнее время, привлекал внимание и демонстрировал незаурядные возможности Иванова переносить любую стужу и мороз. В ежедневной жизни Иванов практиковал разработанную им систему «закалки-тренировки», включающую холодные обливания, воздержание без пищи и воды и др. Помимо личной закалки Иванов успешно занимался целительством по своей системе и распространял своё учение. Некоторые религиоведы описывают другую версию, согласно которой Иванов в 1933 году или «в раннем возрасте» заболел раком и обливался водой на сильном морозе с целью умереть от переохлаждения, однако остался жив и выздоровел. При этом цитат из дневников Иванова, подтверждающих эту версию словами самого Иванова, авторы не приводят.
Первыми последователями Иванова, согласно литературе ивановцев, были люди, которых он исцелил от тяжелейших недугов. В частности, одной из первых последовательниц была Валентина Леонтьевна Сухаревская, сыгравшая впоследствии значительную роль в развитии движения. По словам Сухаревской, Иванов избавил её от трёх серьёзных болезней: менингита, тромбофлебита и эпилепсии.
Особую известность Порфирий Иванов получил с начала 1982 года после публикации о нём статьи «Эксперимент длиною в полвека» в журнале «Огонёк» (№ 8, 1982) и после написания Ивановым своих 12 советов здоровья «Детка» в ответ на многочисленные письма читателей. Первая большая публичная лекция о его системе состоялась 19 января 1983 года в Химках во Дворце культуры «Родина» и собрала почти тысячу человек (проводил её методист по лечебной физкультуре Олег Григорьевич Быков).
После смерти Иванова (10 апреля 1983) развитие движения ускорилось. В 1984 году появились последователи Иванова в Ленинграде, возросло количество последователей в Москве. В 1984—1986 гг. начали издаваться первые брошюры. Дополнительным толчком оказалась Чернобыльская авария (1986). Сотни жителей Киева и других районов Украины, в том числе ликвидаторы Чернобыля, разуверившись в официальной медицине, начинают испытывать на себе советы «Учителя Иванова» — «Детка».
В конце 80-х — 90-е гг. ивановцы организуют встречи и лекции по всей территории России и странам бывшего СССР, причём не только в столичных городах, но и в самых отдалённых регионах: Алма-Ате, Владивостоке, Вологде, Зеленодольскe, Инте, Казани, Коломне, Костроме, Магнитогорске, Новосибирске, Перми, Петрозаводске, Таллине, Твери, Тюмени, Уфе, Череповце, Южно-Сахалинске, Якутске и проч. В эти годы вышли многочисленные посвящённые системе Иванова публикации в центральных и местных газетах и журналах, передачи на радио и телевидении. Большим спросом пользовались Материалы двух крупных медицинских конференций, которые выдержали к 1995 году семь изданий общим тиражом 100 тысяч экземпляров. Движение быстро выросло и окрепло. 25 апреля 1992 года на Чувилкином бугре (место, с которым Иванов связывал начало своей идеи) собралось около десяти тысяч человек.
К 2000 году необходимость активного пропагандирования учения Иванова в значительной степени пропадает. Выпущенных информационных материалов — литературы, видеофильмов и т. д. — оказывается вполне достаточно. На передний план выходит обмен опытом между последователями.
С апреля 1983 года на хуторе Верхний Кондрю́чий (Свердловский район Луганской области), где жил и принимал посетителей последние 7 лет сам П. К. Иванов, в построенном его последователями в 1971 году «Доме Учителя» оставалась в роли хозяйки Валентина Леонтьевна Сухаревская, ближайшая последовательница Иванова ещё с начала 1950-х годов. В этот Дом (ул. Садовая, д. 58), как и при жизни Иванова, продолжали приезжать люди за советом и консультациями. Пребывание в Доме, как правило, ограничивалось одним-двумя днями. Согласно Сухаревской, Дом не должен становиться основой для жительства в нём. 25 декабря 1990 года Сухаревская скончалась, по её завещанию хозяевами Дома стали Пётр Никитич Матлаев и его супруга Любовь Григорьевна. В настоящее время Дом также открыт для приезда людей. Ежедневно в нём бывает по нескольку десятков человек. Чаще всего туда приезжают последователи П. К. Иванова из различных регионов России, стран СНГ и зарубежья.
В 1989 году в движении ивановцев выделилась группа Юрия Геннадьевича Иванова (однофамилец из Куйбышева). Юрий Геннадьевич поселился со своими сторонниками на родине Порфирия Иванова в селе Ореховка (Лутугинский район Луганской области), где они живут в форме общины и в настоящее время.
Существуют также другие, независимые от двух перечисленных, центры и группы ивановцев, не поддаются учёту последователи одиночки и просто сторонники движения.

## Численность. Национальный состав. Известные имена
Согласно исследованиям религиоведа Бориса Кнорре, численность ивановцев на 2006 год составляла несколько сот активных последователей («представители Культа») и около 10 000 участников общего движения последователей Порфирия Иванова.
Распределены во всех субъектах Российской Федерации и странах бывшего СССР, причём не только во всех областных центрах, но и в менее значимых населённых пунктах. Имеется незначительная часть последователей за рубежом, в частности, в Германии, США, Канаде и др.
По национальному составу — в большинстве русские и украинцы, однако среди ивановцев встречаются представители практически всех наиболее многочисленных народов России. Последователи за рубежом — преимущественно эмигранты из стран бывшего СССР.
Некоторые публично известные люди, которые много лет практиковали систему Иванова:
- Виноградов, Герман Игоревич — авангардный художник, музыкант[40].
- Довгань, Владимир Викторович — российский предприниматель[41].
- Жигалов, Михаил Васильевич — актёр театра и кино, заслуженный артист РСФСР[42].
- Назарбаева, Сара Алпысовна — супруга первого президента Казахстана Нурсултана Назарбаева[примечание 1].
- Ильгиз Гилазов — председатель Верховного суда Республики Татарстан[43].
- Иван Плешаков — заместитель начальника управления Союза казачьих войск России и зарубежья по делам молодёжи и спорта[44].
- Сергей Карнаухов[45] — вице-губернатор Кировской области (2009—2010) и Калининградской области (2010—2011)[46].

Одним из публично известных пропагандистов оздоровительных аспектов системы Иванова является Геннадий Малахов — ведущий ток-шоу Первого канала «Малахов+» (2006—2010) и «Доброго здоровьица!» (2012—2014).

## Характеристики движения учёными
В движении последователей Иванова выделяются два направления: представители одного (светского) придерживаются в основном идей закаливания и оздоровления организма, другого (религиозного) — склоняются к ритуально-мифологической составляющей учения. Оба направления формально не отделены друг от друга и сосуществуют в рамках единой «Системы Учителя Иванова». Как отмечают исследователи, наблюдается значительное преобладание светского направления над религиозно-культовым.
В религиоведческой литературе ивановцы в целом рассматриваются как новое религиозное движение с преобладанием неоязыческого направления и менее распространёнными неохристианскими тенденциями. В последние годы часть последователей Порфирия Иванова предпринимает попытки связать его учение с идеями энергетизма и космизма, представленными, например, в трудах учёного Владимира Вернадского, теолога Тейяра де Шардена и религиозного философа Николая Фёдорова, в результате чего неоязычество Иванова наполняется псевдонаучным содержанием. Другая часть последователей стремится сблизить фигуру учителя-пророка Иванова с христианской традицией, в нём видят сошедшего на землю Бога в ипостаси Святого Духа, таким образом культ Порфирия Иванова становится одной из разновидностей неохристианства. Наблюдается также сходство с традициями даосизма, йоги, буддизма. При этом исследователями подчёркивается чисто российское происхождение учения и отсутствие влияния восточных традиций.
Религиовед Е. Г. Балагушкин характеризует «Систему Учителя Иванова» и движение ивановцев как «неоязыческий культ и антисоциальную утопию», а также как «религиозный культ совершенствования человеческого организма», «религиозно-мистический культ», «врачевательный мистический культ», «мистический культ» и «религиозный культ автохтонного происхождения, обладающий откровенно „языческим“, оккультно-мистическим характером».
Вместе с этим, Балагушкин отмечает, что гуманистические идеи, установка на единение с природой, на оздоровление организма явились главной причиной растущей популярности учения Иванова. Ивановцы «получили общественное признание и вызвали определённый интерес у государственной власти прежде всего своей светской тенденцией, направленной на здоровый и умеренный образ жизни, на использование естественных средств оздоровления и бережное отношение к природе». Так, летом 1995 года в Москве, в здании Совета Федерации состоялась международная конференция, собравшая представителей 97 городов СНГ. Открывал конференцию заместитель председателя Комитета по семье и молодёжи Правительства Москвы.
По оценке Балагушкина, движение ивановцев «стоит в одном ряду с наиболее влиятельными в стране новыми религиозными движениями».
Религиоведы Н. П. Дудар и Л. А. Филиппович относят ивановцев к психотерапевтическим новым религиозным движениям.
Религиовед С. И. Иваненко относит движение последователей Порфирия Иванова к движениям духовно-нравственного и физического совершенствования. Иваненко отмечает, что конфессиональное религиоведение рассматривает подобные движения в качестве «сект», то есть религиозных по своей сути организаций, играющих деструктивную роль по отношению к личности, обществу и государству. В светском же российском религиоведении такие движения в большинстве случаев рассматриваются в качестве новых религиозных движений. Однако, по мнению Иваненко, «движения и организации духовно-нравственного и физического совершенствования не следует однозначно и категорично воспринимать и оценивать в качестве религиозных».
Религиовед О. Е. Казьмина определяет ивановцев как секту. При этом историк Д. В. Русин проводит сравнение с хлыстами.
Религиовед Б. К. Кнорре считает, что «ивановство представляет собой синкретический культ автохтонного происхождения, сочетающий в себе доморощенные языческие представления, неохристианскую интерпретацию и осмысление в русле концепций энергизма и ноосферологии».
Историк А. А. Макоева оценивает систему Иванова как псевдооздоровительную.
Представители научной медицины отмечают потенциальный риск для здоровья «системы естественного оздоровления» Иванова вследствие игнорирования индивидуальных особенностей человека, состояния его организма. Некоторые фанатичные последователи превращают занятия закаливанием и голоданием в изнурительные и опасные процедуры. В этих случаях под видом укрепления здоровья зачастую скрываются ненаучные ритуалы «врачевательной магии» и мистицизма.

### Мнение Балагушкина о корректности применения термина «секта»
Балагушкин Е. Г. в своей книге «Нетрадиционные религии в современной России» в главе «Правильно ли называть ивановцев сектой?» пишет: «Вопрос об организационно-институциональных особенностях нового религиозного движения, созданного П. К. Ивановым, немаловажен как с практической стороны (например, под углом зрения определения возможного юридического статуса объединений участников этого движения), так и с теоретической, религиоведческой, поскольку позволяет судить о приоритетах и характере их деятельности. Обычно ивановцев называют сектой. Об этом неоднократно писал сам Порфирий Корнеевич в своих тетрадях, отмечая, что за этим словом стоит неодобрительное отношение к его делу и даже квалификация его как вредного и неуместного в условиях советского строя и атеистической идеологии. Тем не менее не отмечается наличие каких-либо признаков сектантского института, так что название „секта“ служит в данном случае просто обличительным ярлыком, как это издавна было в ходу при конфронтации новых религиозных движений с официально признанными церквами».
По мнению Балагушкина вопрос об «организационно-институциональном характере» движения ивановцев оказывается не так уж прост. Прежде всего из-за неоднородности этого движения, из-за определившихся в нём двух основных тенденций: религиозной и более массовой светской.
Рассматривая исключительно религиозную тенденцию, по мнению Балагушкина, можно говорить о двух типах «религиозного института» ивановцев. Первый тип связан с сегодняшней «фактической религиозной практикой и образом жизни ивановцев». Второй тип — с «будущей идеальной перспективой их жизнедеятельности».
Сегодняшнее состояние практики ивановцев Балагушкин характеризует как «интенсивную культовую практику», в которой присутствует повседневное обращение к Паршеку (Учителю) за помощью, постоянная коммуникация с ним для укрепления основы веры, а главное — присутствует методика «закалки-тренировки» приобщения к «сакральным силам Природы с целью получения нерушимого здоровья, а впоследствии и бессмертия». По определению Балагушкина это «своеобразный, но вполне типичный по своей морфологии культистский религиозный институт, проще говоря, религиозный культ совершенствования человеческого организма, основным направлением которого стала „закалка-тренировка“, трактуемая как „святое дело“» или «религиозный культ совершенствования человеческого организма».
Прогнозируя будущее религиозной тенденции ивановцев, Балагушкин считает, что «В перспективе у ивановцев должен появиться сектантский институт, который объединит людей, достигших требуемого сакрального совершенства или ставших „независимыми“ от своего социально-бытового окружения и природной среды […] Несмотря на типологические различия культистского и сектантского институтов, в учении Иванова они не противопоставляются друг другу, поскольку объединяются общей им теологемой „духовного водительства“ — следования за Учителем по пути совершенствования для достижения высшего сакрального состояния. […] Благодаря реализации конечной цели религии ивановцев, их культистский институт будет превращён в сектантский, а поскольку теоретически этот процесс должен охватить всё человечество, то на Земле, видимо, следует ожидать утверждение сектантской теократии».

## Критика

### Ивановцы и православие
Религиовед О. Е. Казьмина в энциклопедии «Народы и религии мира» движение ивановцев определяет следующим образом: «секта, возникшая в православной среде, но сильно отдалившаяся не только от православия, но и от христианства вообще», а также отмечает, что «другое название (данное православными) — ересь Порфирия Иванова». По данным Казьминой ивановцы не отмечают православные церковные праздники и не соблюдают православных постов.
На карте религий Российской Федерации, составленной группой специалистов общественной академии РАЕН под руководством религиоведа П. И. Пучкова, ивановцы отнесены к числу «других маргинальных сект, отделившихся от православия».
По мнению православного исследователя сект А. Л. Дворкина «ивановство» известно прежде всего как система закаливания, обливания холодной водой и здорового образа жизни. Однако, по утверждению Дворкина, закаливание и обливание придумал не Иванов — о пользе этих процедур для здоровья знали ещё в каменном веке. Согласно Дворкину, «закаливание по Иванову» — это внешнее выражение законченной системы веры, основанной на дневниковых записях Иванова.
По мнению А. Л. Дворкина «На самом деле, учение Иванова — дремучее язычество, основанное на обожествлении „духов природы“ и поклонении им, примитивный оккультизм и доморощенный шаманизм. Основанная несомненно больным и столь же несомненно одержимым человеком, секта ивановцев, как мы видели, несёт в себе мощный антихристианский, антигуманный и античеловеческий заряд, характеризуется полным отказом от христианства. Сектанты обожествляют своего „Учителя“, ставят свою жизнь по Иванову гораздо выше Евангелия и при этом резко отрицательно относятся к Православной Церкви и православной вере».
Православный исследователь сект В. Ю. Питанов утверждает: «став ивановцем, христианин отвергает Христа, а значит, перестаёт быть членом Тела Христова, Церкви».
Иеромонах Афанасий Гумеров считает, что последователями Иванова «чаще всего становятся люди, весьма озабоченные здоровьем», а «других притягивает явная или скрытая гордыня».
На сайте Свято-Успенской Почаевской Лавры «обливание по Иванову» занесено в «краткий перечень самых распространённых в наше время грехов».

### Ивановцы и система образования
По информации православного исследователя сект А. В. Слюсаренко в 1992—1996 годах при поддержке Луганского областного управления образования ивановцы из Добровольного общества «Истоки» им. П. К. Иванова (председатель Юрий Геннадьевич Иванов) провели эксперимент с одним из младших классов средней школы № 2 посёлка Успенка Лутугинского района Луганской области. Класс был оборудован специальными партами для занятий стоя. В результате увеличилась заболеваемость сколиозом у детей, у многих школьников ухудшилось зрение. Детям пришлось пройти курс реабилитации в районной поликлинике.
В Белоруссии последователями Порфирия Иванова на государственном уровне предпринимались попытки внедрить в систему образования преподавание программы «Валеология», в настоящее время в стране предмет сохраняется в средних общеобразовательных школах как факультатив.

### Международные научно-практические конференции
В Итоговой декларации международной научно-практической конференции «Тоталитарные секты — угроза религиозного экстремизма» (Екатеринбург, 2002), прошедшей под эгидой Полномочного представителя Президента РФ в Уральском федеральном округе Латышева П. М. в Уральской академии государственной службы к списку «Наиболее известных деструктивных тоталитарных сект и групп, обладающих значительным числом признаков таковых, действующих в Российской Федерации» отнесён «Иванова Порфирия культ („Оптималист“, клуб)».
Декларация принята «единогласно 303 участниками Конференции».
В Итоговой декларации международной научно-практической конференции «Тоталитарные секты — угроза правам человека в Восточной Европе» (Винница, 2002) «культ Порфирия Иванова» находится в перечне «наиболее известных и опасных современных деструктивных культов».

### Научная
- Ахмадулина С. З. История развития нетрадиционных религиозных объединений в Бурятии в 1990-е - начале 2000-х гг / дисс. ... канд. ист. наук : 07.00.02. — Улан-Удэ: БГУ, 2010. — 205 с.
- Балагушкин Е. Г. Нетрадиционные религии в современной России: морфологический анализ. Часть 1. — М.: Институт философии РАН, 1999. — С. 59—115. — 244 с. (Глава III. Система Учителя Иванова)
- Балагушкин Е. Г. Витализм в системе Учителя Иванова // Дискурсы эзотерики (философский анализ) / Отв. ред. Л. В. Фесенкова. — М.: Эдиториал УРСС, 2001. — С. 220—227. — 240 с. — ISBN 5-8360-0302-5.
- Балагушкин Е. Г. Ивановцы // Религии народов современной России: Словарь / Ред-кол. Мчедлов М. П. (отв. ред.), Аверьянов Ю. И., Басилов В. Н. и др. — М.: Республика, 2002. — С. 108—109. — 624 с. — ISBN 5250018181.
- Балагушкин Е. Г. Ивановцы // Религиоведение: Энциклопедический словарь / Под ред. А. П. Забияко, А. Н. Красикова, Е. С. Элбакян. — М.: Академический проект, 2006. — 1256 с. — ISBN 5829107562.
- Балагушкин Е. Г. Ивановцы // Религиоведение: Словарь / Под ред. Е. С. Элбакян. — М.: Академический проект, 2007. — С. 161—164. — 637 с. — ISBN 9785829108533.
- Балагушкин Е. Г. Ивановцы // Энциклопедия религий / Под ред. А. П. Забияко, А. Н. Красикова, Е. С. Элбакян. — М.: Академический проект, 2008. — С. 474—476. — 1520 с.
- Балагушкин Е. Г. Нетрадиционные религии в современной России: системно-аналитический подход / дис. ... д-ра филос. наук. — М.: Институт философии РАН, 2006. — 350 с. (Часть 2. Основные представители новых религиозных движений. Глава VII. Неоязыческий культ и антисоциальная утопия Порфирия Иванова)
- Балагушкин Е. Г. Мистицизм в современной России: Теория. Основные представители. — М.: Либроком, 2013. — 232 с. — ISBN 978-5-397-03665-8.
- Балагушкин Е. Г. Новые религиозные движения России: структурно-функциональный и семантический анализ. — М.: Palmarium Academic Publishing, 2013. — 488 с. — ISBN 978-3-659-98263-7. Архивировано 22 марта 2016 года.
- Верейкина О. В. Взаимодействие общеобразовательной школы и религиозных организаций в формировании здорового образа жизни подростков / дисс. ... канд. пед. наук : 13.00.02.. — М.: Институт социально-педагогических проблем сельской школы РАО, 2004. — 183 с.
- Грицанов А. А. Иванов, Порфирий Корнеевич // Новейший философский словарь / Гл. науч. ред. и сост.: Грицанов А. А. Науч. ред.: Абушенко В. Л., Можейко М. А., Румянцева Т. Г. Отв. секр. и ред.: Мерцалова А.И. — Минск: Изд. В. М. Скакун, 1998. — С. 251. — 896 с. — ISBN 985-6235-17-0. Архивировано 22 июня 2012 года. (Копия 1 Архивная копия от 3 сентября 2009 на Wayback Machine), (Копия 2).
- Дворников В. В. История новых религиозных движений в Украине в 90-е годы XX века / дисс. ... канд. ист. наук : 07.00.03.. — Воронеж, 2006. — 213 с.
- Дудар Н. П., Филиппович Л. О. Нові релігійні течії: український контекст: огляд, документи, переклади. — Киев: Наукова думка, 2000. — 132 с. — ISBN 966-00-0614-4.
- Иваненко С. И. Соотношение светского и религиозного компонентов в идеологии и деятельности движений духовного и физического совершенствования. (на материале Центра духовного и физического совершенствования «Фалунь Дафа» в России) // Свобода совести в России: исторический и современный аспекты (Выпуск 2). — М.: РОИР, 2005. — 564 с.
- Казьмина О. Е. Ивановцы // Народы и религии мира: Энциклопедия / Гл. ред. В. А. Тишков. Редкол.: О. Ю. Артемова, С. А. Арутюнов, А. Н. Кожановский, В. М. Макаревич (зам гл. ред.), В. А. Попов, П. И. Пучков (зам гл. ред.), Г. Ю. Ситнянский.. — М.: Большая Российская энциклопедия, 1998. — 928 с. — ISBN 5-85270-155-6.
- Кантеров И. Я. Новые религиозные движения // Религиоведение: Энциклопедический словарь / Под ред. А. П. Забияко, А. Н. Красикова, Е. С. Элбакян. — М.: Академический проект, 2006. — С. 706—707. — 1256 с. — ISBN 5-8291-0756-2.
- Кантеров И. Я. Новые религиозные движения в России и США: сравнительный анализ // Религиоведение. — 2001. — № 1. — С. 61—72.
- Касьянов В. Е. Эволюция религиозности в постсоветской России / дисс. ... канд. филос. наук : 09.00.13. — Ростов-на-Дону: Северо-Кавказский научный центр высшей школы (СКЦВШ), 2005. — 146 с.
- Кнорре Б. К. Система Порфирия Иванова: культ и движение // Современная религиозная жизнь России. Опыт систематического описания / Отв. ред. М. Бурдо, С. Б. Филатов. — М.: Университетская книга, Логос, 2006. — Т. 4. — С. 244—258. — 366 с. — 2000 экз. — ISBN 5-98704-057-4.
- Макоева А. А. Нетрадиционные религиозные движения в современном российском обществе: на примере Кабардино-Балкарской Республики / дисс. ... канд. ист. наук : 07.00.02. — Нальчик: КБГУ имени Х. М. Бербекова, 2010. — 233 с.
- Мильков В. В. Неоязычество // Религии народов современной России: Словарь / М. П. Мчедлов (отв. ред.), Аверьянов Ю.И., Басилов В. Н. и др. /. — 2-е изд., испр. и доп. — М.: Республика, 2002. — С. 294—299. — 624 с. — 4000 экз. — ISBN 5-250-01818-1.
- Петрик В. М., Ліхтенштейн Є. В., Гринько В. В., Левченко С. М. Нетрадиційні релігійні та містичні об'єднання України: курс лекцій з релігієзнавства / За ред. В. М. Петрика; Експертна лаб. системної інформації.. — Київ: Мустанг, 2000. — С. 141—145. — 226 с. — ISBN 966-7216-24-1.
- Петрик В. М., Остроухов В. В. Івановство // Людина і світ. — 2002. — № 6. — С. 50—52.
- Поканинова Е. Б. Социально-философский анализ трансформации государственно-конфессиональных отношений в Республике Калмыкия / дисс. ... д-ра филос. наук : 09.00.14. — БАГСУ, 2012. — 480 с.
- Радугин А. А. Введение в религиоведение: теория, история и современные религии: курс лекций. Учебное пособие. — 2-е изд., испр. и доп.. — М.: Центр, 2004. — С. 266—267. — 304 с. — (Alma mater). — ISBN 5-88860-053-9. (Тема 12. Нетрадиционные религии. 4. Неоязычество: Система Учителя Иванова)
- Религиозные организации // Россия. Электронный энциклопедический словарь. — М.: Энциклопедия.
- Русин Д. В. Религиозный синкретизм у русских Ульяновского Поволжья / : дисс. ... канд. ист. наук : 07.00.07.. — Ульяновск: УГПУ им. И. Н. Ульянова, 2004. — 198 с.
- Терюкова Е. А. Социология религии. § 5. Теория секуляризации // Религиоведение: Учебное пособие / Под ред. М. М. Шахнович. — СПб.: Питер, 2007. — С. 345. — 432 с. — («Учебное пособие»). — 3500 экз. — ISBN 978-5-469-00861-3.
- Тимощук А. С., Федотова И. Н., Шавкунов И. В. Введение в религиоведение: Учеб. пособие. — Владимир: ВЮИ ФСИН России, 2011. — С. 136—137. — 153 с. — 500 экз.
- Унрау В. В. Религиозность в современной России // Вестник Челябинского государственного университета. — ЧелГУ, 2009. — № 40. — С. 63.
- Shnirelman, V. А. Neo-paganism and Ethnic Nationalism in Eastern Europe // Encyclopedia of Religion and Nature / Bron R. Taylor, ed.. — London; New York: Thoemmes Continuum, 2005. — Т. 2. — С. 1188. — 1877 с. — ISBN 1-84371-138-9.
- Правоохранительные органы и религиозные организации: Сборник материалов / Сост. К. М. Беляев, К. В. Ценкин. — М.: Главный информационно-аналитический центр МВД РФ, 1997. — 127 с.
- Религии России : учебное, справочно-аналитическое пособие по вопросам государственно-конфессиональных отношений и религиоведению / од общ. ред. О. Ю. Васильевой, В. В. Шмидта. — Изд-во РАГС, 2009. — 157 с.
- Религия, свобода совести, государственно-церковные отношения в России. — М.: РАГС при Президенте Российской Федерации, 1997. — С. 303—345.